# 데스 머신
《데스 머신》(Death Machine)은 영국에서 제작된 스티븐 노링턴 감독의 1994년 액션, SF, 공포 영화이다. 브래드 듀리프 등이 주연으로 출연하였고 도미닉 안시아노 등이 제작에 참여하였다.

## 출연

### 주연
- 브래드 듀리프
- 엘리 푸젯
- 윌리엄 훗킨스
- 존 샤리언

### 조연
- 마틴 맥도우걸
- 안드레아스 위스니에우스키
- 리처드 블레이크

## 기타
- 공동제작: 레이 버디스
- 라인프로듀서: 매튜 저스티스
- 협력프로듀서: 스티븐 노링턴
- 미술: 크리스 에드워즈
- 의상: 스테파니 콜리